# パブラデ
パブラデ（リトアニア語: Pabradė  発音、ポーランド語: Podbrodzie）は、リトアニアの都市。ジェイメナ川 (Žeimena) 沿いの都市で、シュヴェンチョニースの南西38kmに位置する。

## 概要
ヴィリニュスとダウガフピルスを結ぶ鉄道路線が近くを通っている。19世紀までは小規模の村落であったが、1862年にワルシャワ＝サンクトペテルブルク鉄道が敷設されてから街は発展を遂げた。
第一次世界大戦後、パブラデはポーランド領となる。第二次世界大戦勃発後の1939年10月にリトアニアに編入される。同月30日から11月1日まで反ユダヤ主義的暴動が起きた。
2019年からパブラデ郊外にアメリカ陸軍の重戦車大隊が駐留を開始。2022年にはロシアによるウクライナ侵攻を受け、駐留期間を2026年まで延長している。

## 人口
- 1970年 - 5,790人
- 1979年 - 6,655人
- 1989年 - 7,360人
- 2001年 - 6,525人
- 2011年 - 5,994人